# Heavenly Bodies (Earthworks)
Heavenly Bodies è il quinto album (antologico) del gruppo jazz britannico Earthworks.

## Tracce
1. Stromboli kicks – 5:35
2. Making a song and dance – 5:56
3. Up north – 5:28
4. Candles still flicker in Romania’s dark – 4:35
5. Pigalle – 6:32
6. My heart declares a holiday – 4:40
7. Temple of the winds – 5:03
8. Nerve – 6:07
9. Gentle persuasion – 4:24
10. It needn’t end in tears – 5:15
11. Libreville – 6:12
12. Dancing on Frith street – 4:22
13. Bridge of inhibition – 4:17

## Formazione
- Bill Bruford (batteria acustica ed elettronica)
- Iain Ballamy (sax soprano, alto, baritono e tenore)
- Django Bates (tastiere, sax tenore, tromba)
- Mick Hutton (basso acustico) (brani 2, 3, 6, 10, 13)
- Tim Harries (basso acustico e fretless)